# レキシントン・アベニュー-63丁目駅
レキシントン・アベニュー-63丁目駅（レキシントン・アベニュー-63ちょうめえき、英語: Lexington Avenue–63rd Street）はニューヨーク市地下鉄IND/BMT63丁目線の駅で、レキシントン・アベニュー - 63丁目交差点にある。終日F系統及びQ系統が停車する。また、ラッシュ時にはN系統及びR系統も停車する。2層構造になっており、上層がブルックリン方面（ダウンタウン方面、南行線）、下層がクイーンズ方面（アップタウン方面、北行線）である。

## 駅構造

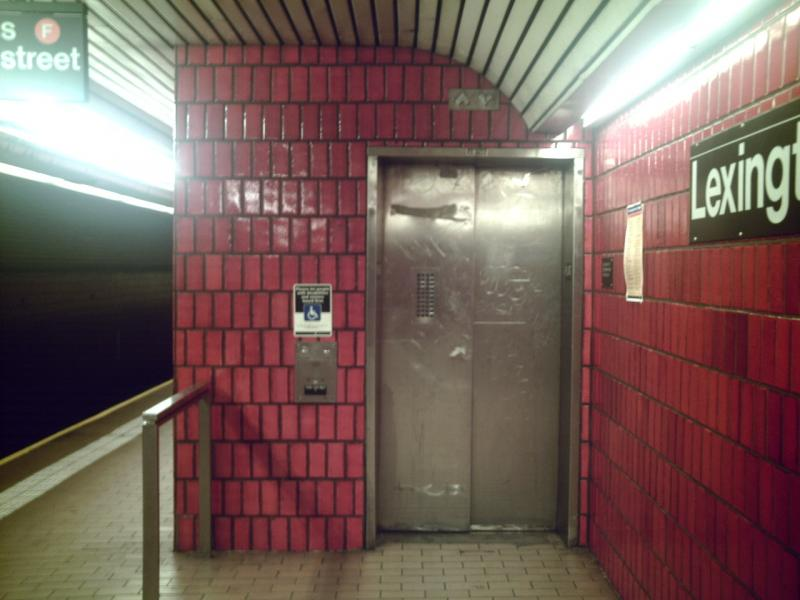
上層ホームのエレベーター

| G                                    | 地上階                                 | 出入口 メトロカード利用でレキシントン・アベニュー/59丁目駅から 系統の列車に改札外乗換         |
| B1                                   | 改札階                                 | 改札、駅員詰所、メトロカード販売機 (レキシントン・アベニュー西・63丁目北側にエレベーターあり) |
| B2                                   | -                                      | エスカレーター/階段踊り場                                                                     |
| B3                                   | -                                      | エスカレーター/階段踊り場、ホーム間連絡通路                                                   |
| B4 ブルックリン方面ホーム            | 南行線                                 | ← コニー・アイランド-スティルウェル・アベニュー駅行き（57丁目-7番街駅）                       |
| B4 ブルックリン方面ホーム            | 島式ホーム、 は左側、 は右側ドアが開く |                                                                                               |
| B4 ブルックリン方面ホーム            | 南行線                                 | ← コニー・アイランド-スティルウェル・アベニュー駅行き（57丁目駅）                             |
| B5 アップタウン/クイーンズ方面ホーム | 北行線                                 | → 96丁目駅行き（72丁目駅）→                                                                   |
| B5 アップタウン/クイーンズ方面ホーム | 島式ホーム、 は右側、 は左側ドアが開く |                                                                                               |
| B5 アップタウン/クイーンズ方面ホーム | 北行線                                 | → ジャマイカ-179丁目駅行き（ルーズベルト・アイランド駅）→                                     |
| B6                                   | 1番線                                  | ← ロングアイランド鉄道 イースト・サイド・アクセス（建設中）                                   |
| B6                                   | 2番線                                  | → ロングアイランド鉄道 イースト・サイド・アクセス（建設中）→                                  |

### エントランス/出口

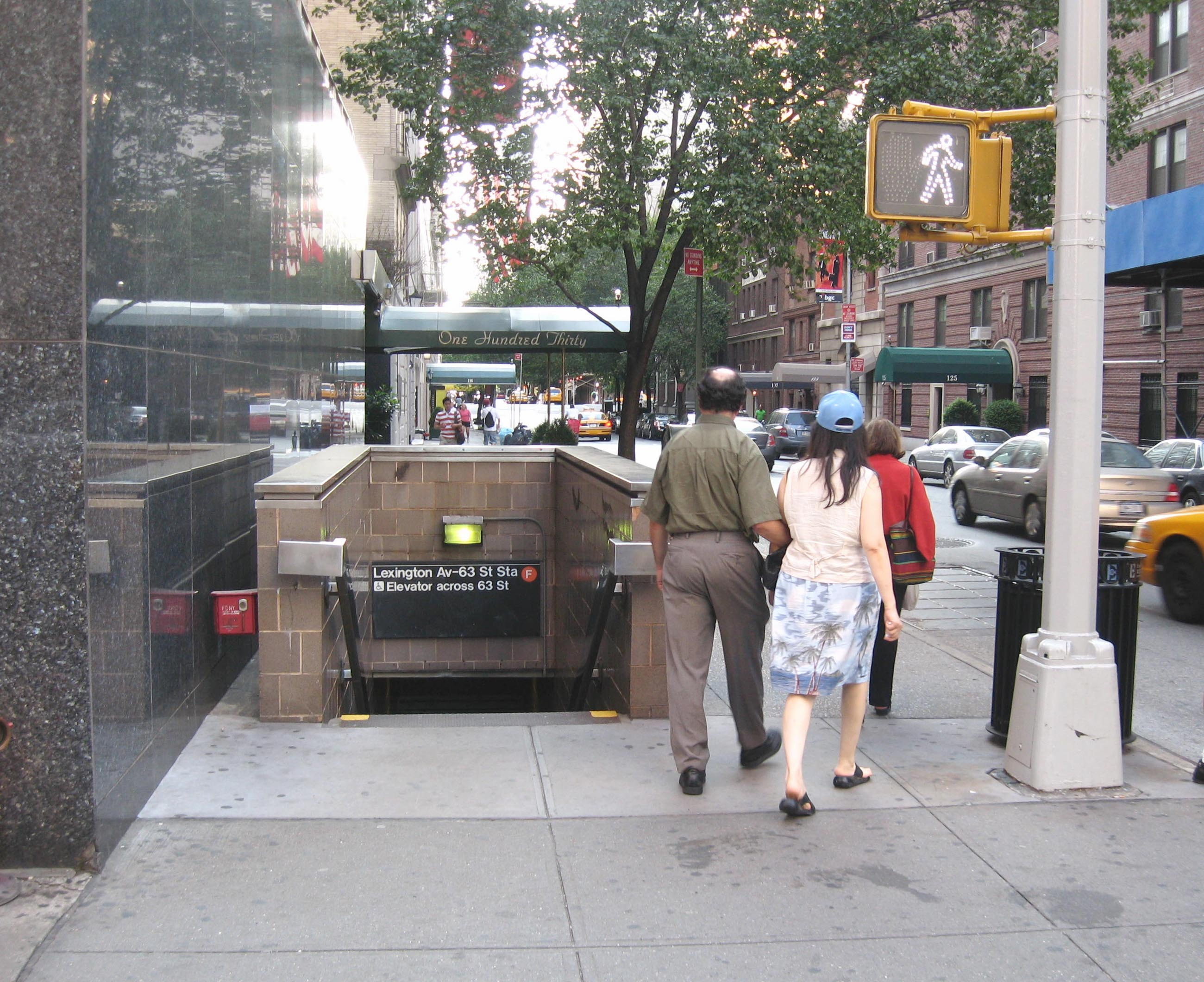
レキシントン・アベニュー -　63丁目交差点にある1980年代に設けられた入口。

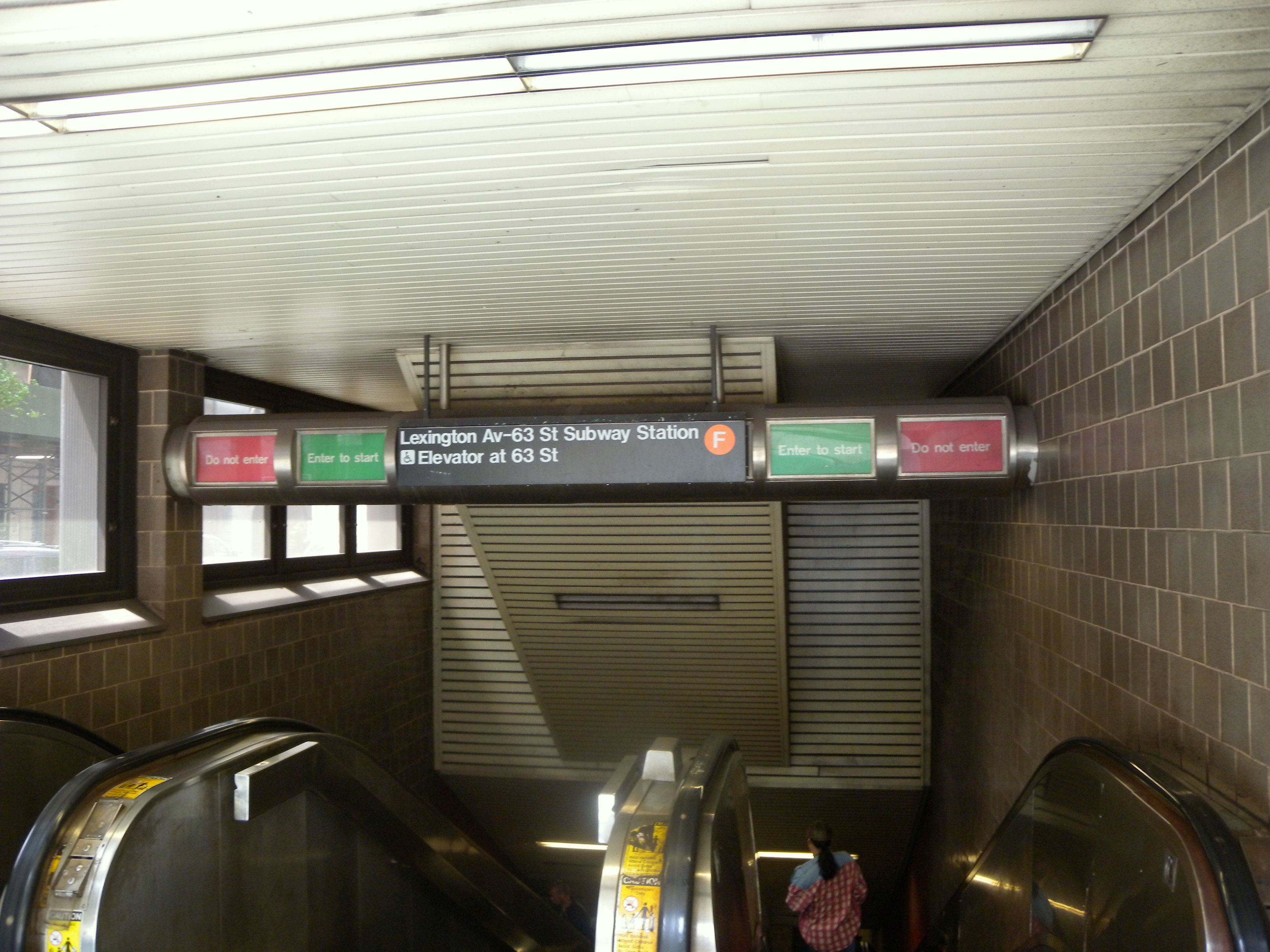
レキシントン・アベニュー - 63丁目交差点の建屋内にある入口。1980年代に設けられたもの。

レキシントン・アベニュー-63丁目駅にはレキシントン・アベニューに面した出入口が3か所あり、他に3番街に面した出入口が4か所ある 。地上 - メザニン間のエレベーターは2015年8月に更新された
| 場所                                                              | 形式                     | 数 | 現況   |
| ----------------------------------------------------------------- | ------------------------ | -- | ------ |
| レキシントン・アベニュー - 63丁目交差点 北西角の建物内            | エスカレーターおよび階段 | 1  | 営業中 |
| 63丁目東135番地 隣 レキシントン・アベニュー - 63丁目交差点 北西角 | エレベーター             | 1  | 営業中 |
| レキシントン・アベニュー - 63丁目交差点 南西角                    | 階段                     | 1  | 営業中 |
| 1番出口 3番街-63丁目交差点 南東角の建物内                         | エスカレーター           | 1  | 営業中 |
| 2番出口 3番街-63丁目交差点 北西角                                 | エレベーター             | 1  | 営業中 |
| 3番出口 3番街-63丁目交差点 北東角                                 | 階段                     | 1  | 営業中 |
| 4番出口 3番街-63丁目交差点 南西角                                 | 階段                     | 1  | 営業中 |

### 補助建屋
IND2番街線の3駅が建設され、工事用の補助建屋が当駅に2つ設けられている。
- 第1補助建屋：63丁目東124番地[3]
- 第2補助建屋：63丁目北側、3番街-レキシントン・アベニュー間[3]